# 김경표 (정치인)
김경표(金暻杓, 1961년 6월 20일 ~ )는 대한민국의 정치인이다. 제2·3 광명시의원, 제8대 경기도의원을 지냈다.

## 생애
전라남도 진도군에서 출생하였으며 전남 광양시에서 성장하였다. 
1990년에 평화민주당에서 당직을 시작했으며 민주당과 새정치국민회의를 거쳤다. 제1회 전국동시지방선거에서 광명시의원에 당선되었으며 이후 새시대새정치연합청년회 활동을 하여 제15대 대통령 선거때 김대중 대통령 당선에 기여했다. 이후 제2회 전국동시지방선거에서 광명시의원 재선에 성공했다.
제5회 전국동시지방선거에서 경기도의원에 당선되었다. 경기도의회 문화체육관광위원회 위원장을 지냈으며 퇴임 이후 경기도평생교육진흥원 원장, 경기콘텐츠진흥원의 이사장으로 활동했다.

## 경력
- 1990.04 ~ 1991.04 평화민주당 중앙당 조직부 차장
- 1991.11 ~ 1992.12 민주당 서민감찰부 부장
- 1992.12 ~ 1994.09 민주당 부대변인
- 1994.09 ~ 1994.12 민주당 도시서민국 부국장 직무대행
- 1995.07 ~ 1998.06 제2대 경기도 광명시의회 의원
- 1998.07 ~ 2002.06 제3대 경기도 광명시의회 의원
- 1998.07 ~ 2000.07 제3대 경기도 광명시의회 부의장
- 2000.07 ~ 2002.06 제3대 경기도 광명시의회 의장
- 2010.07 ~ 2014.06 제8대 경기도의회 의원(문화체육관광위원장)
- 경기도의회 문화체육관광위원회 위원장
- 광명경제실천연합연대 정책위원
- 새천년민주당 행정위원
- 새천년민주당 정책부 부장
- 새천년민주당 정책실 차장 직무대행
- 국회사무처 행정·재정·의정 분과자문위원회 일반자문위원
- 전국검도연합회 이사장
- 한국작가회의 자문위원
- 한국민족문학가협회 자문위원
- 실천문학사 자문위원
- 광명종합사회복지관 자문위원장
- 경기도열린사회포럼 자문위원장
- 2016.04 ~ 2018.02 경기도평생교육진흥원 원장
- 2018.03 ~ 신한대학교 행정학과 특임교수
- 2018.09 ~ 수원대학교 행정학과 겸임교수
- 2019.03 ~ 2019.08 경기콘텐츠진흥원 이사장

## 역대 선거 결과
|  | 33.89% |

|  | 48.07% |

|  | 46.61% |

|  | 22.70% |

|  | 61.82% |

|  | 7.11% |